# George Churchill
George Churchill, född 1654, död 1710, var en engelsk amiral, bror till John Churchill.
Churchill utträdde ur aktiv sjötjänst 1693 och innehade sedan höga ämbeten vid amiralitetet, där han efter 1702 i sex år var lika enväldig som brodern vid armén (den av familjen behärskade prins Georg var som storamiral flottans nominelle chef). 
Churchill ansågs vara okunnig och högdragen; han hade fullständigt broderns inflytande att tacka för sin framskjutna ställning och påstods samla en stor förmögenhet genom att ta mutor av befordringssökande (något för tiden inte helt ovanligt). Vid prins Georgs död 1708 drog han sig tillbaka till privatlivet.